# 長岡京市立長岡第八小学校
長岡京市立長岡第八小学校（ながおかきょうしりつ ながおかだいはちしょうがっこう）は、京都府長岡京市勝竜寺にある市立小学校。

## 概要
長岡京市南東部に位置し、1975年に人口増加に伴い長岡京市立長岡第四小学校より分離独立した。

## 沿革
- 1975年（昭和50年）4月 - 開校
- 1999年（平成11年）
  - 4月 - 図書館司書配置
  - 9月 - トイレ（1か所）のリニューアル工事完了
  - 11月 - コンピューター教室設置
- 2005年（平成17年）4月 - 学校給食を一部民間委託
- 2006年（平成18年）10月 - コンピューター機器を更新
- 2008年（平成20年）9月 - 普通教室に空調設備導入
- 2010年（平成22年）3月 - 体育館改築工事完了
- 2021年（令和3年）４月-児童・教師にタブレット端末機（1人１台）を長岡京市が、配布

## 基本的な進学先
- 長岡京市立長岡第三中学校

## 周辺施設
- 長岡京市立長岡第三中学校
- 私立立命館中学校高等学校

## 交通
- JR東海道本線 長岡京駅下車
- 阪急京都線 長岡天神駅下車
- 阪急京都線 西山天王山駅下車
- 京阪　淀駅下車

## 通学区域が隣接している学校
- 長岡京市立長岡第九小学校
- 長岡京市立神足小学校
- 長岡京市立長岡第四小学校
- 大山崎町立大山崎小学校
- 京都市立明親小学校